# Diadema paucispinum
Espèce
Diadema paucispinum est une espèce d'oursins réguliers tropicaux de la famille des Diadematidae, caractérisé par ses longs piquants robustes.

## Description
Il s'agit d'une espèce tout à fait représentative du genre Diadema : son test (coquille) est relativement petit (en moyenne 7 cm pour 4 cm de haut), mais ses radioles (piquants) fines et creuses peuvent mesurer jusqu'à 15 centimètres (soit un ratio de 1,8 fois le diamètre du test, ce qui en fait le minimum pour ce genre), lui assurant une bonne défense et une locomotion rapide. Celles-ci sont réparties en deux fois cinq groupes assez bien délimités, et sont généralement noires comme le test, présentant parfois chez les spécimens adultes des reflets bleutés, mais ne sont jamais annelées, même chez les juvéniles (qui présentent parfois de reflets rouges), contrairement à toutes les autres espèces du genre. Cette espèce porte les radioles les plus robustes de son genre. Le plus souvent, on peut distinguer cinq lignes grises délimitant les plaques ambulacraires sur la partie aborale du test, mais cette espèce ne porte aucune tache blanche ou bleue distincte sur son test, contrairement à la plupart des autres représentants du genre. La papille anale est elle aussi entièrement noire.
Cette espèce encore mal connue est facilement confondue avec ses cousins Diadema savignyi (dont le test est très décoré de motifs blancs ou bleus) et Diadema setosum (lui aussi assez coloré, avec un anneau orange ornant sa papille anale) ; il semble qu'il n'existe aucun moyen fiable de différencier Diadema paucispinum de Diadema savignyi sans analyses génétiques de laboratoire. La plupart des photographies qui lui sont attribuées sur internet ne sont donc pas fiables.

## Répartition
Son aire de répartition, encore mal connue (et longtemps crue limitée à Hawaii), semble couvrir principalement deux régions délimitant deux populations distinctes : l'une se trouve en mer Rouge et sur les côtes est-africaines, indiennes et jusqu'aux Philippines, et l'autre couvre des îles du Pacifique central, de Hawaii aux îles Pitcairn et l'île de Pâques. Ces deux populations sont séparées génétiquement. Comme ce résultat provient de données mitochondriales, il est aussi possible que la lignée indienne soit le simple produit d'une hybridation avec D. savignyi. 
On peut apparemment le trouver dans de nombreux biotopes liés aux lagons coralliens, le plus souvent à faible profondeur (entre la surface et 40 m de profondeur), en petits groupes ou isolés.

## Écologie et comportement
Il se nourrit principalement d'algues, qu'il broute de nuit, mais est aussi un omnivore opportuniste, pouvant consommer certains invertébrés sessiles, des débris et des charognes.
Comme tous les Diadematidae, il est pourvu d'organes photosensibles sur la partie aborale du test, lui permettant de voir au-dessus de lui afin d'orienter ses radioles vers d'éventuelles menaces.
La reproduction est gonochorique, et mâles et femelles relâchent leurs gamètes en même temps en pleine eau, où œufs puis larves vont évoluer parmi le plancton pendant quelques semaines avant de se fixer.

## Diadema paucispinumet l'Homme
L'oursin diadème a une assez bonne vue, procurée par les photorécepteurs disposés sur son test : cela lui permet d'orienter efficacement ses radioles vers les menaces potentielles, comme la main d'un plongeur, afin d'en optimiser l'angle de pénétration. Une fois à l'intérieur d'un tissu étranger, ces radioles se brisent très facilement en plusieurs morceaux très difficiles à retirer et peuvent entraîner un risque d'infection.
Une partie de ses radioles les plus courtes sont pourvues de venin dans leur matrice, comme souvent dans cette famille : leur piqûre est donc particulièrement douloureuse, et potentiellement dangereuse. Heureusement, sa taille le rend généralement suffisamment visible aux nageurs, qui peuvent l'éviter facilement.

## Onomastique
« Diadema » vient du grec diadema, « diadème » (évoquant le port et la beauté de l'animal) ; « pauci spinum » signifie en latin « qui a peu d'épines ».
En anglais (et notamment à Hawaii), il est souvent appelé « common Diadem urchin », pour le différencier de ses cousins.